# تاريخ علم البيئة
علم البيئة هو العلم الذي يختص بدراسة الكائنات الحية وعلاقتها بالوسط المحيط بها هو فرع من العلوم البيولوجية (علوم الحياة) وكلمة البيئة تدل على جميع الاشياء أو العوامل المنظورة وغير المنظورة التي تحيط بالكائنات الحية في هذا العالم، نشأ بسبب تزايد الحاجة للبحث في أمور الطبيعة، كالنباتات والحيوانات، والأفراد والمجتمعات..وكيفية تغيير في عنصر واحد قد تؤثر على نظام كامل أو أحد الكائنات في ذلك النظام،وقد برز علم البيئة في النصف الثاني من القرن العشرين وقد اكتسبت اهميه في الستينات بسبب قلق واسع النطاق لحالة البيئة

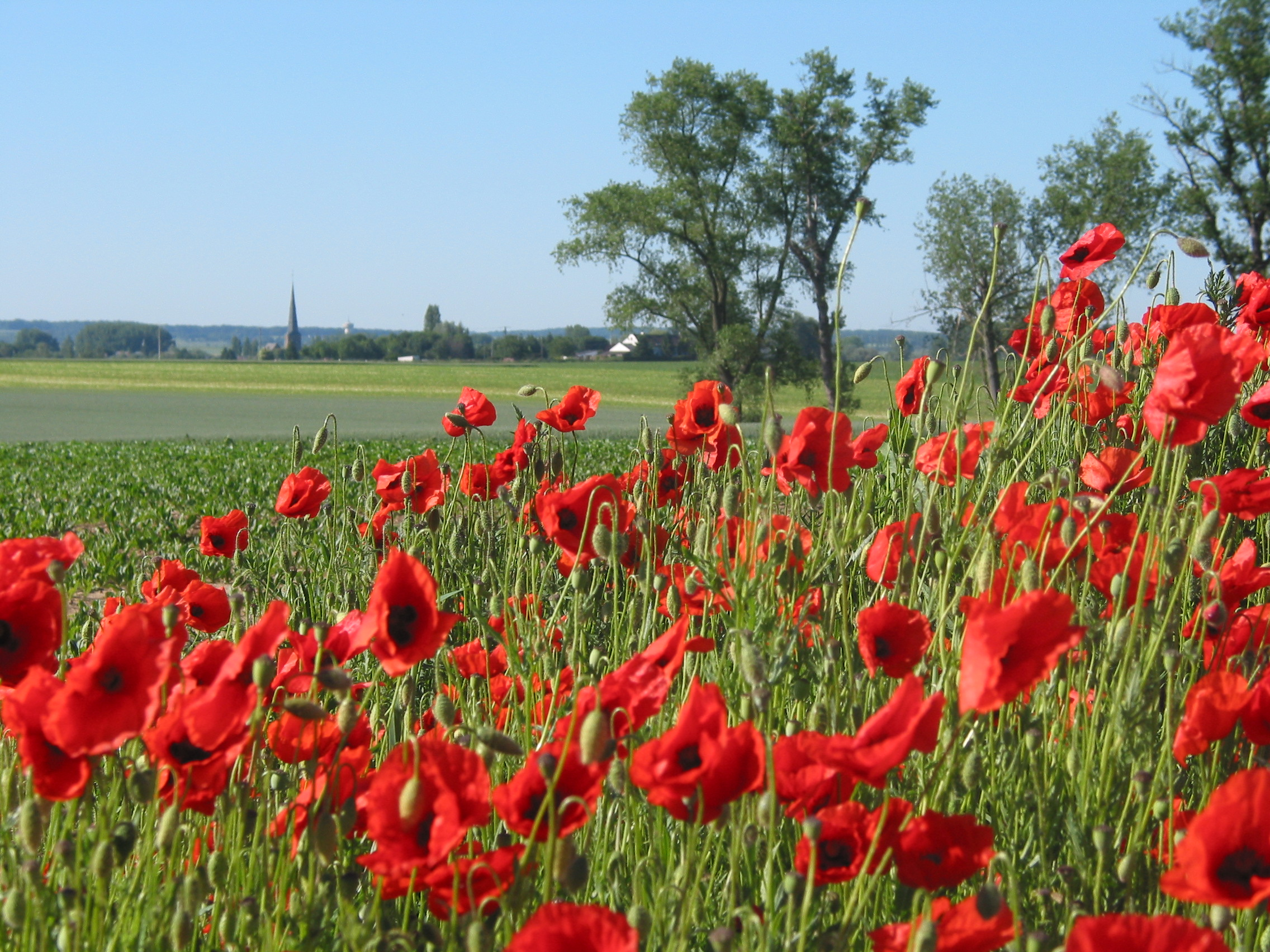

كان أول من استخدم مصطلح إيكولوجيا بعالم الحيوان الألماني(Ernst Haeckel (1869، وقد كان للعالم Lamarck نظريه في التطور وهي انه قد اقترح أن البيئة في التحول المستمر، والتي بحاجة إلى تغيير الوكالات وبذل الجهد لتحقيق ذلك وهذا إليه تطور في علم البيئة حيث ان التطور يعتبر أحد الأسس الرئيسية في البيئة وذلك مع مراعاة العلاقات بين الكائنات الحية وبيئتها.
أحد علماء البيئة الأولى ربماكان ارسطو أو ربما تلميذه ثيوفراستوس، ووصف ثيوفراستوس العلاقات المتبادلة بين الحيوانات وبين الحيوانات وبيئتها لها في أقرب وقت القرن الرابع قبل الميلاد (Ramalay, 1940).

## مراحل علم البيئة

### المرحلة الاولي
مرحلة علم البيئة الذاتية أو الفردية (Autoecology):
وقد امتدت هذه المرحلة حوالي قرن من الزمن أي من ستينيات القرن التاسع عشر وحتى ستينيات القرن العشرين، وفي هذه المرحلة تركز اهتمام علم البيئة بدراسة علاقة نوع ما من الكائنات الحية بالعوامل الحية وغير الحية الأخرى، ودراسة انتشار الكائنات الحية المختلفه وتوزعها وتعدادها، ودراسة العوامل والعناصر غير الحية الموجودة في البيئة المحيطة، وتأثير هذه العوامل في الكائنات الحية. واهتم هذا العلم بدراسة نوع واحد من الكائنات الحية في مجموعة مترابطة من الأنواع، بالاعتماد على التجربة والدراسة المخبرية والميدانية للحصول على المعلومات المطلوبة. وفي هذه المرحلة تم اكتشاف العديد من القوانين الأساسية في علم البيئة كقانون ليبج (LawLiebig) الذي وضعه العالم الألماني ليبج وقانون ليبج هو أحد المبادئ التي تحدد دور العوامل البيئية في انتشار، وتكاثر الكائنات الحية وتطورها، وبحسب قانون ليبج فإن العوامل البيئية تتحكم في أنماط توزيع الحيوان وغيره من الكائنات الحية، وتختلف قدرة كل نوع من هذه الأنواع على تحمل الظروف البيئية، وهذا الأمر وضحه أيضاَ قانون المناعة والقدرة على التكيف (Tolerance) الذي وضعه العالم ميدافار عام 1953م. وتعد هذه المرحلة هي مرحلة التمهيد والمطالبة والاهتمام بالتغيير

### المرحلة الثانية
مرحلة علم البيئة الاجتماعية (Synecology):
تمتد هذه المرحلة في حوالي عقدين من الزمن 1960 – 1980، واهتم العلم في هذه المرحلة بالاتجاه الاجتماعي لدراسة البيئة بسبب تزايد الإحساس بخطورة تلوث البيئة في مختلف المجالات أيضاَ دراسة تفاعلات الجماعات أو الأنواع المتباينة التي تتعايش مع بعضها البعض في مجال بيئي قد يكون محدوداً جداً يسمى Biom وقد يكون أكثر اتساعاَ مثل البيئة الصحراوية، أو الغابات المطيرة، أو البحيرات كبيرة المساحة...الخ وقد ركز علم البيئة علي دراسة هذه الجماعات في هذه المرحلة وكان في هذه المرحلة أيضا حركه ضد تلوث البيئة والمخاطر التي تتعرض لها خاصةً في الستينيات بعد نشر الكاتبة الأمريكية راشيل كارسون كتابها الربيع الصامت، الذي يحذر من مخاطر التلوث البيئي.

### المرحلة الثالثه
شملت هذه المرحلة اخر عقدين من القرن العشرين وايضا قد شهدت علي المزيد من الاهتمام بالبيئة، وسن القوانين والتشريعات البيئية الوطنية والإقليمية والعالمية، وإعادة التقييم لمجمل النشاطات البيئية، والآثار الناتجة عنها، وتميزت هذه المرحلة بمحاولة علم البيئة بناء صورة متكاملة وواضحة عن المشكلات التي تعاني منها البيئة، وهي مشكلات متنوعة تتعلق بالتلوث البيئي، واستنزاف الموارد الطبيعية، وتأمين المواد الغذائية ومعالجة العجز المائي والتصحر والفقر وتدهور الأراضي والغابات.... الخ وقد ظهرت أيضا مفاهيم وفروع جديدة في علم البيئة مثل الإيكولوجيا: (الكونية، الهندسية، الزراعية، الثقافية، الاجتماعية، وإيكولوجيا الإنسان، والإنسان والمحيط الحيوي (MAB)، ومفهوم Geo environment، والجيوإيكولوجي Geoecology، وغير ذلك من المفاهيم.

### المرحلة الرابعه
وهي المرحلة الحاليه والتي نستطيع تسميتها بالمرحلة العالميه حيث انها تتميز بثورة المعلومات والاتصالات وايضا يمكن تسميته بعصر الوسائط المعلوماتية
وقدد حدد العلماء فرعين اساسيين في علم البيئة وهما